# Eddy Wiggins
Pour les articles homonymes, voir Wiggins.
Eddy Wiggins est un photographe américain, né le 20 février 1904 à La Nouvelle-Orléans et mort à Paris en 1989.
Wiggins a photographié les plus grands jazzmen à Paris dans les années 1950 et 1960.

## Référence
- Eddy Wiggins et Gilles Leroy (texte), Le noir et le blanc, Paris, Naïve, 2008, 169 p. (ISBN 978-2-35021-119-0)